# Infrastrutture Wireless Italiane
Infrastrutture Wireless Italiane (INWIT) ist ein italienisches Telekommunikationsunternehmen mit Sitz in Mailand.

## Geschichte
Das Unternehmen entstand im Jahr 2015 durch eine Abspaltung des Funktürmegeschäfts der Telecom Italia. Im Jahr 2019 wurde das Unternehmen durch eine Kooperation mit Vodafone zum größten Funkturmbetreiber Italiens. 2020 folgte eine Fusion mit Vodafone Towers, sowie die Listung im FTSE MIB und dem STOXX Europe 600. 2021 kaufte man von Vodafone Italia weitere Radio und DAS Sender dazu.

## Eigentümerstruktur
(Stand: Juli 2025)
- Central Tower Holding Company B.V.: 37,6 %
- Daphne 3 S.p.A.: 30,9 % (Gehört zu Impulse I Sarl)
- Streubesitz: 31,5 %